# 福斯丁·埃德蒙·維爾庫斯
福斯丁·埃德蒙·維爾庫斯（英語：Faustin Edmond Wirkus；1896年11月16日—1945年10月8日），是美國佔領海地期間（1915年-1934年）駐紮在海地的美國海軍陸戰隊成員。
據說他於1926年7月18日被戈納夫島的蒂·梅梅納女王加冕為伊斯帕尼奧拉島以西的海地島嶼戈納夫島的國王福斯丁二世，並作為君主共同統治了3年（1926年7月18日至1929年7月18日在位），直到1929年他被美國海軍陸戰隊調回美國大陸。

## 早年生活
根據官方傳記，維爾庫斯於1896年出生在現在波蘭的一個小鎮雷平，然而，美國海關總署的記錄顯示他的正確出生地是賓夕法尼亞州的彼特斯頓。他和他的父母定居在賓夕法尼亞州的杜邦，這是威爾克斯-巴里西北部的一個煤礦社區，他在那裡長大。11歲時，他開始在彼特斯頓出任煤炭分揀員。

## 軍旅生活
福斯丁於1915年加入美國海軍陸戰隊，在海地的第一先遣基地旅服役，並於1918年晉陞為下士，並於1920年晉陞為炮兵中士。在海軍陸戰隊服役期間，他被提升為海地衛隊的一名中尉，在戈納夫島指揮一隊本土部隊。在救出一名陷入困境的年輕女子後，他發現她是戈納夫島的蒂梅娜女王。他受到了民眾的歡迎，因為蒂梅娜告訴他們他對她有多好，部分原因是他與海地前皇帝福斯坦一世同名，後者於1867年去世。有點奇怪的是，當地人在巫毒教儀式中宣佈他為福斯汀二世，他與蒂梅恩女王共同統治了三年。
然而，太子港政府認為在海地領土上出現國王的想法是不可接受的，他的上級對他作為戈納夫島管理員的工作也感到不滿，他在1929年被調回美國。

## 晚年
福斯丁於1931年離開海軍陸戰隊，擔任炮兵中士。1939年，他回到海軍陸戰隊擔任招募人員，並晉陞為海軍陸戰隊炮手。1944年，他被任命為北卡羅來納州教堂山海軍飛行預備學校的航空炮兵教官。1945年他在紐約布魯克林海軍醫院去世，被安葬在弗吉尼亞州的阿靈頓國家公墓。